# Yekta Yılmaz Gül
Yekta Yılmaz Gül (ur. 1 grudnia 1978) – turecki zapaśnik w stylu klasycznym. Olimpijczyk z Aten 2004, gdzie zajął trzynaste miejsce w kategorii 120 kg.
Brązowy medalista mistrzostw świata w 2005. Zdobył srebrny medal w mistrzostwach Europy w 2005. Złoty medal na igrzyskach śródziemnomorskich w 2001, srebrny w 2005. Pierwszy w Pucharze Świata w 2002; piąty w 2006 i siódmy w 2003. Wicemistrz uniwersjady w 2005. Wojskowy mistrz świata w 2003 i 2006 roku.